# Grand Fond
Grand Fond este un oraș din Dominica.